# 이은경 (1997년생 양궁 선수)
이은경(1997년 5월 8일~)은 대한민국의 양궁 선수이다. 2018년 아시안 게임에서 단체전 금메달을 획득했다.